# Scopula nivipennis
Scopula nivipennis är en fjärilsart som beskrevs av Butler 1886. Scopula nivipennis ingår i släktet Scopula och familjen mätare. Inga underarter finns listade.